# Tecnociencia
La tecnociencia es un proceso de producción de conocimiento científico entramado de la ciencia y la tecnología contemporáneas, delegado fundamentalmente en instrumentos tecnológicos, permitiendo una mayor aceleración y mayor escala de producción de conocimientos con aplicación inmediata para solucionar problemáticas específicas.
Un uso alternativo y más estrecho ocurre en los Estudios de ciencia, tecnología y sociedad. Aquí, la tecnociencia se refiere específicamente al contexto tecnológico y social de la ciencia. La tecnociencia reconoce que el conocimiento científico no solo está socialmente codificado y situado históricamente, sino que también es sustentado por redes materiales (no humanas). La tecnociencia afirma que los campos de la ciencia y la tecnología están vinculados y crecen juntos, y el conocimiento científico requiere una infraestructura de tecnología para permanecer estacionario o avanzar.

## Desarrollo del término
Teniendo en cuenta la importancia de la tecnociencia hoy en día, no se puede trabajar en la sociedad contemporánea si no discutimos su papel y la consiguiente repercusión de las nuevas tecnologías en la sociedad.
Laymert Garcia dos Santos

Se encuentran arraigadas con fuerza en el campo de las ciencias sociales. Edward Burnett Tylor, uno de los fundadores de la antropología moderna, dio una definición de cultura «Cultura o civilización [...] es ese todo complejo que incluye conocimientos, creencias, leyes y costumbres», es por ello que la cultura se encuentra estrechamente ligada a la ciencia y la tecnología. 
Se veía a la ciencia como una actividad intelectual muy separada de la tecnología, pero a lo largo del tiempo estas dos áreas se complementaron una a la otra. La intensificación de las relaciones entre ciencia y tecnología a través de los tiempos ha conducido a su fusión como tecnociencia en el mundo contemporáneo.
La tecnociencia surgió hacia el último cuarto del siglo XX por evolución de la big science y gracias al impulso de algunas grandes empresas estadounidenses, habiéndose expandido luego con mucha rapidez por otros países desarrollados. Big science y tecnociencia tienen rasgos comunes, pero también diferencias. Así, mientras que la investigación básica representó un papel importante en la big science, en la tecnociencia destaca sobre todo la instrumentalización del conocimiento científico para cumplir el objetivo de lograr innovaciones tecnocientíficas comercialmente rentables.
La tecnociencia ha transformado la estructura de la práctica científica-tecnológica en todas sus dimensiones y ha incorporado nuevos valores a la actividad científica. La tecnociencia suele producir un conocimiento instrumental.
La investigación tecnocientífica se ocupa, cada vez más, de procesos provocados y controlados en los laboratorios por el mismo investigador como efectos reproducibles de construcciones que, a su vez, son resultados tecnológicos de producción científica, tales como generadores eléctricos y radioactivos, aceleradores de partículas, láseres o recombinados de ADN. Procedimientos tecnológicos y tratamiento teórico están estrechamente entrelazados en la investigación y el desarrollo tecnocientíficos de laboratorio, que se basan, característicamente, en la construcción experimental, en la descomposición y aislamiento de elementos y en la manipulación, reemplazo y recombinación, con el fin de reproducir a voluntad y controlar completamente los procesos deseados mediante la eliminación de perturbaciones en las disposiciones experimentales.
El uso filosófico del término tecnociencia fue popularizado por el filósofo francés Gaston Bachelard en 1953. Fue popularizado en el mundo francófono por el filósofo belga Gilbert Hottois a finales de los años 70 y principios de los 80, e ingresó en el uso académico inglés en 1987 con el libro Ciencia en Acción de Bruno Latour.
Latour combinó varios argumentos sobre la tecnociencia que habían circulado por separado, en un marco integral:
- el entrelazamiento del desarrollo científico y tecnológico como, por ejemplo, demostrado por los estudios de laboratorio;
- el poder de los laboratorios (y talleres de ingeniería) para cambiar el mundo como lo conocemos y experimentamos;
- las redes sin costuras que conectan a científicos, ingenieros y actores sociales en la práctica real (véase el concepto de ingeniería heterogénea de John Law);
- la propensión del mundo tecnocientífico a crear nuevos híbridos naturaleza-cultura y, por lo tanto, a complicar las fronteras entre naturaleza y cultura.[8]

## Tecnociencia y sociedad
La ciencia y la tecnología están formadas por sistemas que incluyen a las personas y los fines que ellas persiguen. El avance tecnológico es un factor decisivo para el desarrollo social y tiene un gran impacto sobre la humanidad, dicho impacto puede ser bueno o malo dependiendo de la manera en que las personas utilicen los avances de que la tecnociencia provee. 
La pareja ciencia-tecnología se ha convertido en recursos estratégicos políticos y económicos tanto para los Estados como para las industrias, no podemos desconocer que el desarrollo tecnocientífico puede aportar ventajas al bienestar de la sociedad, habría igualmente que tomar conciencia de que el cambio tecnológico está en la base de muchos de los problemas ambientales y sociales. 

Como dice Galeano en su libro “Patas para arriba. La escuela del mundo al revés”: 
“En América Latina mueren veintidós hectáreas de bosque por minuto, en su mayoría sacrificadas por las empresas que producen carne o madera, en gran escala, para el consumo ajeno...” “...La diversidad tecnológica dice ser diversidad democrática. La tecnología pone la imagen la palabra y la música al alcance de todos, como nunca antes había ocurrido en la historia humana, pero esta maravilla puede convertirse en un engaño si el monopolio privado por imponer la dictadura de la imagen única, la palabra única y la música única. (...) Como dice el periodista argentino Ezequiel Fernández Moores, a propósito de la información: “Estamos informados de todo, pero no nos enteramos de nada”
En la actualidad, los avances tecnológicos son usados en casi todas las actividades y por casi todas las personas. La utilización de la tecnología conduce a grandes controversias que suelen llevar a la falsa conclusión de que la tecnología es corruptora y perjudicial en sí misma. Es necesario demostrar que esto es incorrecto, que en realidad la tecnología no es maligna sino que es mal utilizada por los humanos. La tecnología es creada para conseguir beneficios, para modificar la realidad, para mejorarla; pero muchas veces su verdadera función es mal entendida y se utiliza en actividades incorrectas como la fabricación de material bélico o el abuso que conlleva a adicciones.
Irremediablemente, la ciencia y la tecnología se han politizado y vuelto más complejas, y su imagen benefactora ya no se debe dar por supuesta, ni sus practicantes pueden pretender mantener su estatuto tradicional en la sociedad.
Pero la tecnociencia también tiene aplicaciones benéficas para la sociedad. 
Además de los riesgos, el desarrollo aporta nuevas formas de relación y nuevos valores. No podemos concluir que la tecnología sea buena, mala o neutra. Dependerá de la responsabilidad en el uso y del análisis preventivo de las consecuencias antes de tomar las decisiones.

## La mala ética de la tecnociencia
La OEI, a través de diferentes programas de sus Áreas Educativa, Científica y Cultural, colabora en el esfuerzo de promover en los países iberoamericanos la consolidación de sociedades informadas, plurales y responsables, capaces de enfrentarse con actitud crítica y abierta a los retos y promesas de la nueva tecnociencia. Uno de los pilares básicos de este esfuerzo es el de la formación, ámbito en el que la OEI ha venido desarrollando diferentes actuaciones. Las Cátedras Iberoamericanas de CES+I (Ciencia, Tecnología, Sociedad e Innovación) son una de estas iniciativas, consistente en redes de universidades del mismo país o región que planean y realizan conjuntamente actividades presenciales de formación o de investigación. Otra de las apuestas en el terreno de la educación CTS está encaminada a la capacitación de docentes de educación secundaria y universitaria a través de cursos virtuales, aprovechando conocimientos y experiencias de expertos de diversos países y posibilitando la difusión y el acceso a un mayor número de personas interesadas.

## Otras fuentes
- Manuel Medina, Ciencia, tecnología, naturaleza, cultura en el siglo XXI, Barcelona (2000), editora Anthropos, 252 págs, ISBN 9788476585870.
- Laymert Garcia dos Santos, Politizar as novas tecnologías, Editora 34 (2003), 320 págs (resenha do livro por Richard Domingues Dulley).